# نجها
نجها قرية سوريّة تتبع إداريّاً لمحافظة ريف دمشق منطقة مركز ريف دمشق ناحية ببيلا، بلغ تعداد سكانها 1,050 نسمة حسب التعداد السكاني لعام 2004.

## عن البلدة
تشتهر البلدة بنصب تذكاري اقيم بالقرب من مقبرة شهداء الجبهة السورية في حرب السادس من تشرين الأول عام 1973.